# Renia hutsoni
Renia hutsoni là một loài bướm đêm thuộc họ Noctuidae. Loài này có ở Bắc Mỹ, bao gồm Arizona, Colorado và Utah.
Sải cánh dài khoảng 27 mm (1,1 in).